# Juan Martí (religioso)

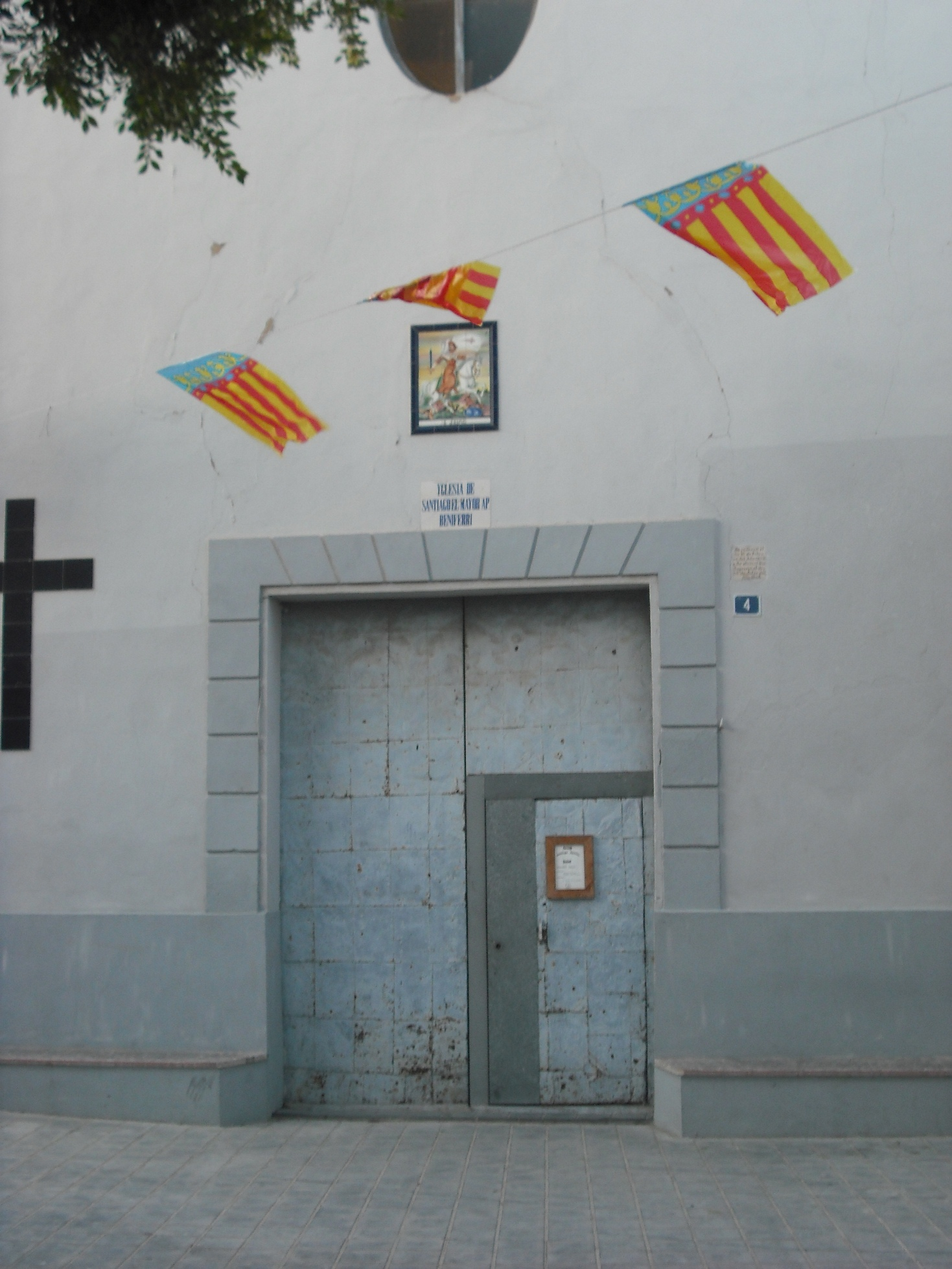
Iglesia de Santiago de Beniferri, al cargo de la cual estuvo Juan Martí durante la Guerra de la Independencia.

Juan Martí fue un religioso franciscano que vivió entre los siglos XVIII y XIX.

## Biografía
Nacido probablemente en la ciudad de Valencia, ingresó en la Orden de Hermanos Menores, a cuyo convento perteneció, y posteriormente estuvo encargado de la iglesia de Beniferri. Durante la Guerra de la Independencia, los soldados de una de las brigadas de los Cuerpos del General Reille acamparon en Beniferri y Benimámet, ocupando las casas de los pueblos y transformando la iglesia de Beniferri en establo. Este último hecho fue el desencadenante para que Martí fuera, el 20 de mayo de 1808, uno de los primeros en denunciar públicamente la invasión Napoleónica, al ponerse al frente del movimiento patriótico valenciano en su lucha contra el invasor. Más tarde cedió su puesto al padre Rico, a quien acompañó y ayudó en la tarea de conseguir el Real Acuerdo para declarar la guerra a Napoleón.